# Steve Bruce
Stephen Roger ("Steve") Bruce (Corbridge, 31 december 1960) is een Engels voetbaltrainer en voormalig voetballer.

## Spelerscarrière
Steve Bruce speelde gedurende zijn spelerscarrière als centrale verdediger. Hij speelde vijf seizoenen bij Gillingham en drie seizoenen bij Norwich City, voor hij in 1987 werd aangetrokken door Manchester United. Hij debuteerde voor Manchester United op 19 december 1987 tegen Portsmouth. In negen seizoenen speelde hij 309 competitiewedstrijden voor The Mancunians, waarin hij 36 doelpunten scoorde, waaronder zijn iconische winnende kopbal tegen Sheffield Wednesday in het seizoen 1992-1993. Later speelde hij ook nog bij Birmingham City en Sheffield United.

## Trainerscarrière
In zijn eerste seizoen als manager loodste Bruce Sheffield United naar de achtste plaats in de First Division. Daarna was hij voor een korte periode manager van achtereenvolgens Huddersfield Town, Wigan Athletic en Crystal Palace. In 2001 ging hij bij Birmingham City aan de slag, waar hij zes jaar zou blijven. In november 2007 werd hij voorgesteld als nieuwe manager van Wigan Athletic. Hij eindigde met Wigan tijdens het seizoen 2008/09 op een elfde plek in de Premier League, ondanks het verlies van Wilson Palacios tijdens de winterstop. Op 3 juni 2009 tekende hij een driejarig contract als manager van Sunderland. Op 30 november 2011 werd hij daar ontslagen na een 2–1 nederlaag bij hekkensluiter Wigan Athletic. Sunderland stond op dat moment zestiende in het klassement. Op 8 juni 2012 tekende hij een driejarig contract bij Hull City. Hij eindigde met Hull City op de tweede plaats in de Championship, waardoor Hull promoveerde naar de Premier League. In het seizoen 2014/15 volgde degradatie uit de Premier League. In het seizoen 2015/16 eindigde Hull op de vierde plaats in de Championship, die recht gaf op het spelen van play-offs om promotie. In de finale van de play-offs werd Sheffield Wednesday op Wembley met 1–0 verslagen, waardoor promotie naar de Premier League een feit was. Op 22 juli 2016 stapte Bruce na een dienstverband van vier jaar op bij Hull City. Hij trad daarna in dienst van het zojuist naar de Championship gedegradeerde Aston Villa. Hier vertrok hij in 2018.

## Erelijst
Als speler
| Competitie                           |              |                            |              |              |
| Competitie                           | Aantal       | Jaren                      |              |              |
| Norwich City                         | Norwich City | Norwich City               | Norwich City | Norwich City |
| ------------------------------------ | ------------ | -------------------------- | ------------ | ------------ |
| Football League Cup                  | 1x           | 1984/85                    |              |              |
| Football League Second Division      | 1x           | 1985/86                    |              |              |
| Manchester United                    |              |                            |              |              |
| Internationaal                       |              |                            |              |              |
| Europacup II                         | 1x           | 1990/91                    |              |              |
| Europese Supercup                    | 1x           | 1991                       |              |              |
| Nationaal                            |              |                            |              |              |
| Premier League                       | 3x           | 1992/93, 1993/94, 1995/96  |              |              |
| FA Cup                               | 3x           | 1989/90, 1993/94, 1995/96  |              |              |
| Football League Cup                  | 1x           | 1991/92                    |              |              |
| FA Charity Shield / Community Shield | 3x           | 1990 (gedeeld), 1993, 1994 |              |              |